# استرفلد (بای ناومبورگ)
شهر استرفلد (به آلمانی: Osterfeld) در ایالت زاکسن-آنهالت در کشور آلمان واقع شده‌است.